# Padmore / Super Crystalate International
Padmore / Super Crystalate International — пригласительный снукерный турнир, проходивший только один раз — в 1980 году в Англии.
Турнир, призовой фонд которого первоначально был в размере 15 000 фунтов стерлингов, мог бы вообще не состояться из-за отказа спонсоров сотрудничать с организаторами за четыре дня до начала игр. Тем не менее, Майк Уоттерсон, которому принадлежала идея проведения этого соревнования, договорился с двумя другими компаниями и поддержке. По наименованию этих компаний (Padmore и Super Crystalate) и был назван турнир. В нём участвовали восемь игроков, а формат проведения был стандартным — нокаут-раунд. Победителем турнира стал Алекс Хиггинс, несмотря на то, что он был болен гриппом. За свою победу он получил 2 000 фунтов стерлингов.

## Победители
| Место проведения | Год  | Победитель    | Финалист   | Счёт |
| ---------------- | ---- | ------------- | ---------- | ---- |
| Уэст-Бромидж     | 1980 | Алекс Хиггинс | Перри Манс | 4:2  |